# I Got You Babe
I Got You Babe – singel amerykańskiego duetu Sonny & Cher promujący ich debiutancki album pt. Look at Us. Twórcą tekstu oraz producentem utworu jest Sonny Bono. Utwór został wydany 9 lipca 1965 jako pierwszy singel z albumu, a w sierpniu tego samego roku spędził trzy tygodnie na pierwszym miejscu notowania Billboard Hot 100 w Stanach Zjednoczonych.
„I Got You Babe” często pojawiał się w filmie i telewizji, w tym w Sonny and Cher Comedy Hour, jak również był coverowany przez takich artystów jak Etta James, Tiny Tim w 1968 roku, David Bowie z Marianne Faithfull w 1973 roku oraz Chrissie Hynde (1985 rok).
W 1993 roku Cher nagrała nową wersję utworu z animowanymi postaciami z kreskówki Beavis i Butt-head, która znalazła się na albumie The Beavis and Butt-Head Experience. Krążek ten osiągnął duży sukces komercyjny otrzymując status dwukrotnej platyny za sprzedaż ponad dwóch milionów egzemplarzy w USA.

## Notowania i certyfikaty

### Notowania tygodniowe
| Lista przebojów (1965)                        | Najwyższa pozycja |
| --------------------------------------------- | ----------------- |
| Australia (Kent Music Report)                 | 3                 |
| Austria (Ö3 Austria Top 40)                   | 6                 |
| Belgia (Ultratop 50 Singles, Flandria)        | 12                |
| Belgia (Ultratop 50 Singles, Walonia)         | 8                 |
| Finlandia (Suomen virallinen lista – Singlet) | 8                 |
| Francja (Top Singles & Titres)                | 7                 |
| Hiszpania (PROMUSICAE)                        | 8                 |
| Holandia (Single Top 100)                     | 4                 |
| Irlandia (Singles Chart)                      | 2                 |
| Kanada (RPM Singles Chart)                    | 1                 |
| Niemcy (Media Control Charts)                 | 3                 |
| Norwegia (VG-lista)                           | 6                 |
| Nowa Zelandia (Recorded Music NZ)             | 1                 |
| Stany Zjednoczone (Hot 100)                   | 1                 |
| Szwajcaria (Singles Top 100)                  | 7                 |
| Szwecja (Sverigetopplistan)                   | 5                 |
| Wielka Brytania (UK Singles Chart)            | 1                 |

### Certyfikaty
| Kraj                     | Certyfikat  | Sprzedaż   |
| ------------------------ | ----------- | ---------- |
| Stany Zjednoczone (RIAA) | Złota płyta | 1 000 000+ |